# Voltei a Porto Moniz

Ver: Todos os EP's

Voltei a Porto Moniz é um extended play (EP) da banda portuguesa de rock UHF. Editado em maio de 2004 pela AM.RA Discos.
Muito acarinhados na ilha da Madeira, os UHF receberam uma proposta da Câmara Municipal de Porto Moniz para a produção, em conjunto, de um disco multimédia que servisse de ponte com os imigrantes que um dia partiram em busca de sustento noutras paragens, guardando sempre o pulsar e a saudade da terra onde nasceram. Este trabalho visa levar a todos os potomonizenses, e aos seus descendentes, um pouco da história do concelho.
Contém os inéditos: "Voltei a Porto Moniz", "Barcos ao Mar" e "Porto Moniz". Recupera os temas "Dança Comigo (até o Sol nascer)" e "Uma Palavra Tua" da coletânea Eternamente de 1999.[carece de fontes?] A fechar o disco compacto é apresentado uma faixa interativa, de divulgação do concelho, com locução de Ana Serralha. A canção "Porto Moniz", é um glamouroso texto poético rendido à sedução da paisagem da região: "Homenagem à terra que me acolheu, entre as escarpas abruptas e o manto oceânico espumoso, visto da janela do meu quarto de hotel", nas palavras calorosas de António Manuel Ribeiro. Com exclusividade do município da região, Voltei a Porto Moniz não foi distribuído no circuito comercial.
Localizado na zona norte da ilha, Porto Moniz é uma das freguesias mais antigas do arquipélago. A denominação original da região era Ponta do Tristão, que começou a ser povoada a partir de meados do século XVI. Foi elevada a concelho no dia  31 de outubro de 1835, em pleno reinado de D.Maria II. O nome atual do município está associado a Francisco Moniz – um dos primeiros habitantes – que foi casado com Filipa da Câmara, neta do navegador português João Gonçalves Zarco, o responsável pelo povoamento da região. Nos últimos anos, Porto Moniz apostou fortemente no setor turístico, especialmente em hotelaria e restauração, valorizando as paisagens deslumbrantes abençoadas pela mãe natureza.

## Lista de faixas
O extended play (EP) é composto por cinco faixas em versão padrão da autoria de António Manuel Ribeiro. A faixa interativa tem letra de António Manuel Ribeiro e música dos restantes membros da banda.
| EP             |                                   |                                                                               |         |  |
| N.º            | Título                            | Compositor(es)                                                                | Duração |  |
| 1.             | "Voltei a Porto Moniz" (inédito)  | António M. Ribeiro                                                            | 3.09    |  |
| 2.             | "Barcos ao Mar" (inédito)         | António M. Ribeiro                                                            | 3.34    |  |
| 3.             | "Porto Moniz" (inédito)           | António M. Ribeiro                                                            | 3:12    |  |
| 4.             | "Dança Comigo (até o Sol nascer)" | António M. Ribeiro                                                            | 3:46    |  |
| 5.             | "Uma Palavra Tua"                 | António M. Ribeiro                                                            | 3:06    |  |
| 6.             | "Porto Moniz" (faixa interativa)  | António M. Ribeiro / António Côrte-Real / Fernando Rodrigues / Ivan Cristiano |         |  |
| Duração total: | Duração total:                    | Duração total:                                                                | 16:07   |  |

## Membros da banda
- António Manuel Ribeiro (vocal e guitarra acústica) [5]
- António Côrte-Real (guitarra) [5]
- Fernando Rodrigues (baixo e vocal de apoio) [5]
- Ivan Cristiano (bateria e vocal de apoio) [5]

Convidados
- Fernando Abrantes (sintetizador) [5]
- Nuno Flores (violino) [5]